# Hamadryas evanescens
Hamadryas evanescens är en fjärilsart som beskrevs av Rothschild 1894. Hamadryas evanescens ingår i släktet Hamadryas och familjen praktfjärilar. Inga underarter finns listade i Catalogue of Life.